# Lasiocercis limbolaria
Lasiocercis limbolaria là một loài bọ cánh cứng trong họ Cerambycidae.